# Primarias del Partido Republicano de 2012 en Indiana
Las Primarias del Partido Republicano de 2012 en Indiana se hicieron el 8 de mayo de 2012. Las Primarias del Partido Republicano fueron unas Primarias, con 46 delegados para elegir al candidato del partido Republicano para las elecciones presidenciales de Estados Unidos de 2012.  En el estado de Indiana estaban en disputa 46 delegados.

## Elecciones

### Resultados
| Primarias Republicanas de Indiana de 2012 | Primarias Republicanas de Indiana de 2012 | Primarias Republicanas de Indiana de 2012 | Primarias Republicanas de Indiana de 2012 |
| Candidato                                 | Votos                                     | Porcentaje                                | Delegados                                 |
| ----------------------------------------- | ----------------------------------------- | ----------------------------------------- | ----------------------------------------- |
| Mitt Romney                               | 410,635                                   | 64.61%                                    | 28                                        |
| Ron Paul                                  | 98,487                                    | 15.50%                                    | 0                                         |
| Rick Santorum (retirado)                  | 85,332                                    | 13.43%                                    | 0                                         |
| Newt Gingrich                             | 41,135                                    | 6.47%                                     | 0                                         |
| Delegados no proyectados:                 | Delegados no proyectados:                 | Delegados no proyectados:                 | 18                                        |
| Total:                                    | 635,589                                   | 100%                                      | 46                                        |